# 90818 Daverichards
90818 Daverichards este un asteroid din centura principală de asteroizi.

## Descriere
90818 Daverichards este un asteroid din centura principală de asteroizi. A fost descoperit pe 14 septembrie 1995 la observatorul AMOS din Haleakala. Asteroidul prezintă o orbită caracterizată de o semiaxă mare de 2,73 ua, o excentricitate de 0,10 și o înclinație de 8,7° în raport cu ecliptica.